# Čunín
Čunín je vesnice, část města Konice v okrese Prostějov. Nachází se asi 3,5 km na jihovýchod od Konice. V roce 2009 zde bylo evidováno 225 adres. V roce 2001 zde trvale žilo 193 obyvatel.
Čunín je také název katastrálního území o rozloze 4,89 km2.

## Název
Jméno vesnice bylo odvozeno od osobního jména Čuně a znamenalo "Čuňův majetek".

## Historie
První písemná zmínka o obci pochází z roku 1351 (Czvnyn), ve které jsou zmíněni její majitelé: Adam a Jan z Konice.
Čunín byl ke Konici připojen roku 1986.

## Obyvatelstvo

### Struktura
Vývoj počtu obyvatel za celou obec i za jeho jednotlivé části uvádí tabulka níže, ve které se zobrazuje i příslušnost jednotlivých částí k obci či následné odtržení.
| Místní části   | Místní části | 1869 | 1880 | 1890 | 1900 | 1910 | 1921 | 1930 | 1950 | 1961 | 1970 | 1980 | 1991 | 2001 | 2011 |
| -------------- | ------------ | ---- | ---- | ---- | ---- | ---- | ---- | ---- | ---- | ---- | ---- | ---- | ---- | ---- | ---- |
| Počet obyvatel | část Čunín   | 529  | 513  | 509  | 480  | 453  | 463  | 481  | 374  | 368  | 327  | 263  | 188  | 193  | 225  |
| Počet domů     | část Čunín   | 75   | 79   | 78   | 80   | 81   | 80   | 88   | 92   | 92   | 97   | 83   | 97   | 101  | 105  |

## Pamětihodnosti

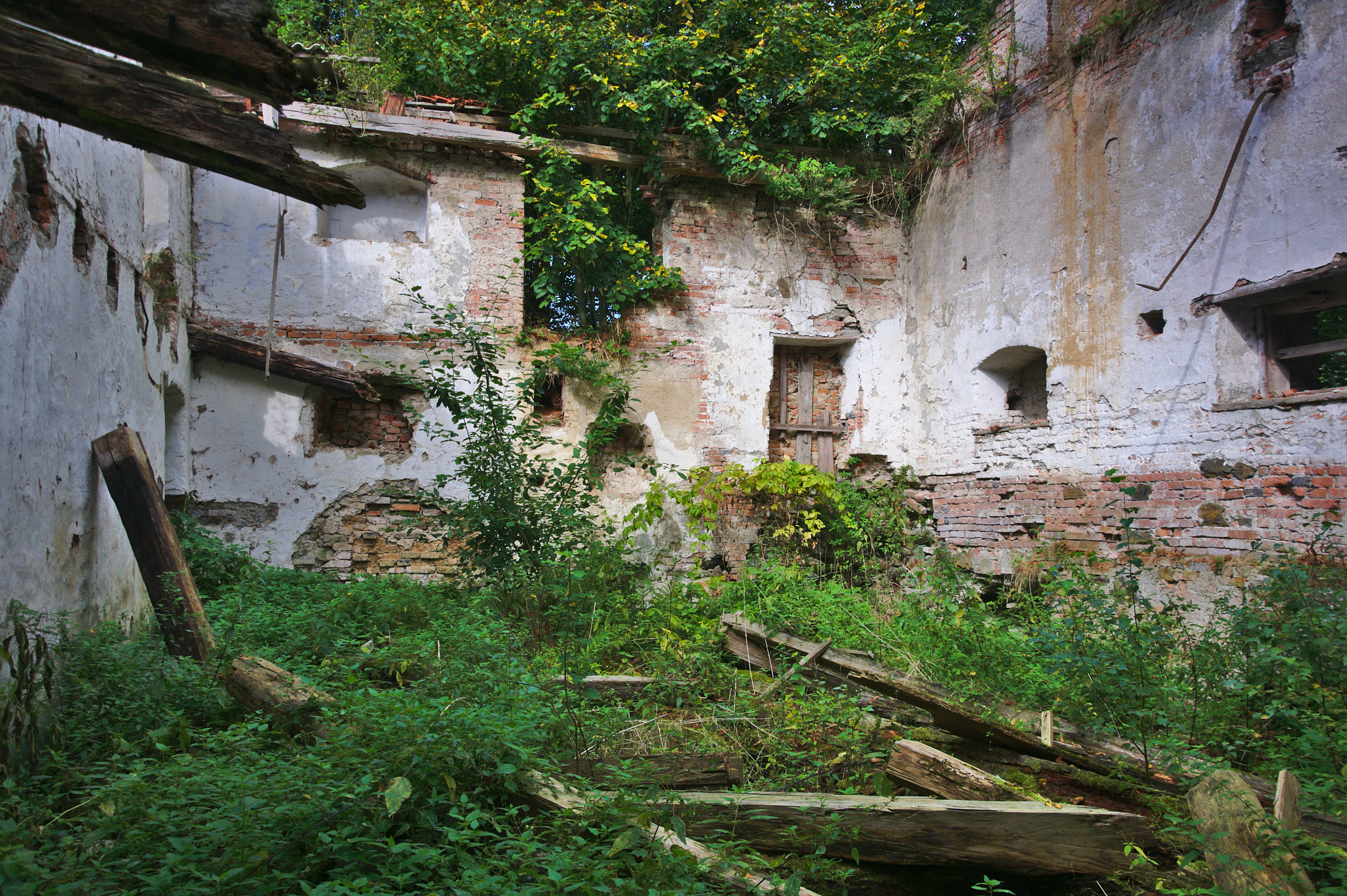
Hrázný mlýn

Z chráněných památek se v obci nachází kaple Nejsvětější Trojice se zvonem, jinde pojmenovaná jako kaple svatého Floriána, byla vystavěna roku 1840 na místě původní dřevěné zvoničky. Za obcí u silnice směrem na Křemenec se nachází kaplička svaté Anny, která je zachycena již na mapách z 18. století. Podle místních obyvatel byla postavena na místě polního lazaretu švédských vojáků, kterých tu hodně zemřelo a na místě měli svůj hrob.
V katastru obce se nachází zřícena vodního mlýna s názvem Hrázný mlýn. Ta je v současnosti v soukromých rukách, do budoucna je v územním plánu počítáno na místě s výstavbou motelu.
V obci se nacházejí tři krucifixy, pomník obětem první světové války před bývalou školou a jeden svatý obrázek.

## Přírodní poměry
Přímo obcí teče Divoký potok. Kolem obce protéká říčka Romže, která napájí několik místních rybníků. Těm se říká Čertovy rybníky a jsou využívány ke sportovnímu rybolovu.
Vesnice se rozkládá v údolí těchto dvou vodních toků, které se v její východní části spojují.
Západně i východně od obce se rozkládají lesy. Údolí Romže je tvořeno převážně loukami, nad nimiž se nacházejí pole.

## Doprava
Obcí prochází železniční trať železniční trať 271 se zastávkou na znamení.
Autobusová doprava je realizována ve směru Konice - Prostějov firmou ARRIVA Morava.

## Sport
V obci je aktivní volejbalový oddíl SK Čunín, jenž vedou místní chataři. Ten pořádá od roku 1984 Memoriál Jaroslava Reitera.

## Turistika
Obcí prochází cyklotrasa číslo 5031.
Po východní hranici katastru vede  modrá turistická trasa Malé Hradisko - Okluky - Pohodlí - Stražisko - Štarnov - Nová Dědina - Budětsko - Hvozd - Vojtěchov

## Fotogalerie

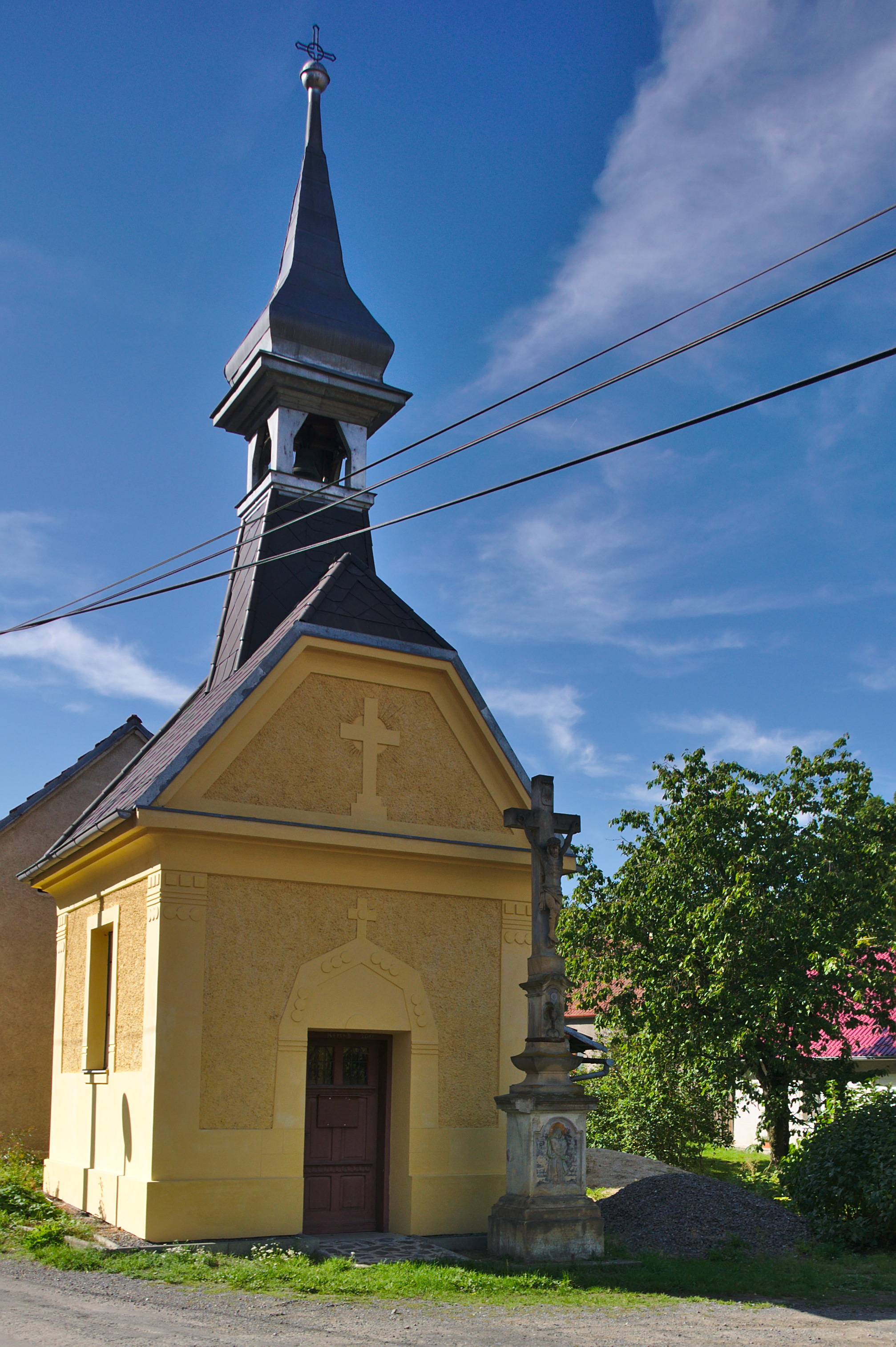
Kaple Nejsvětější Trojice
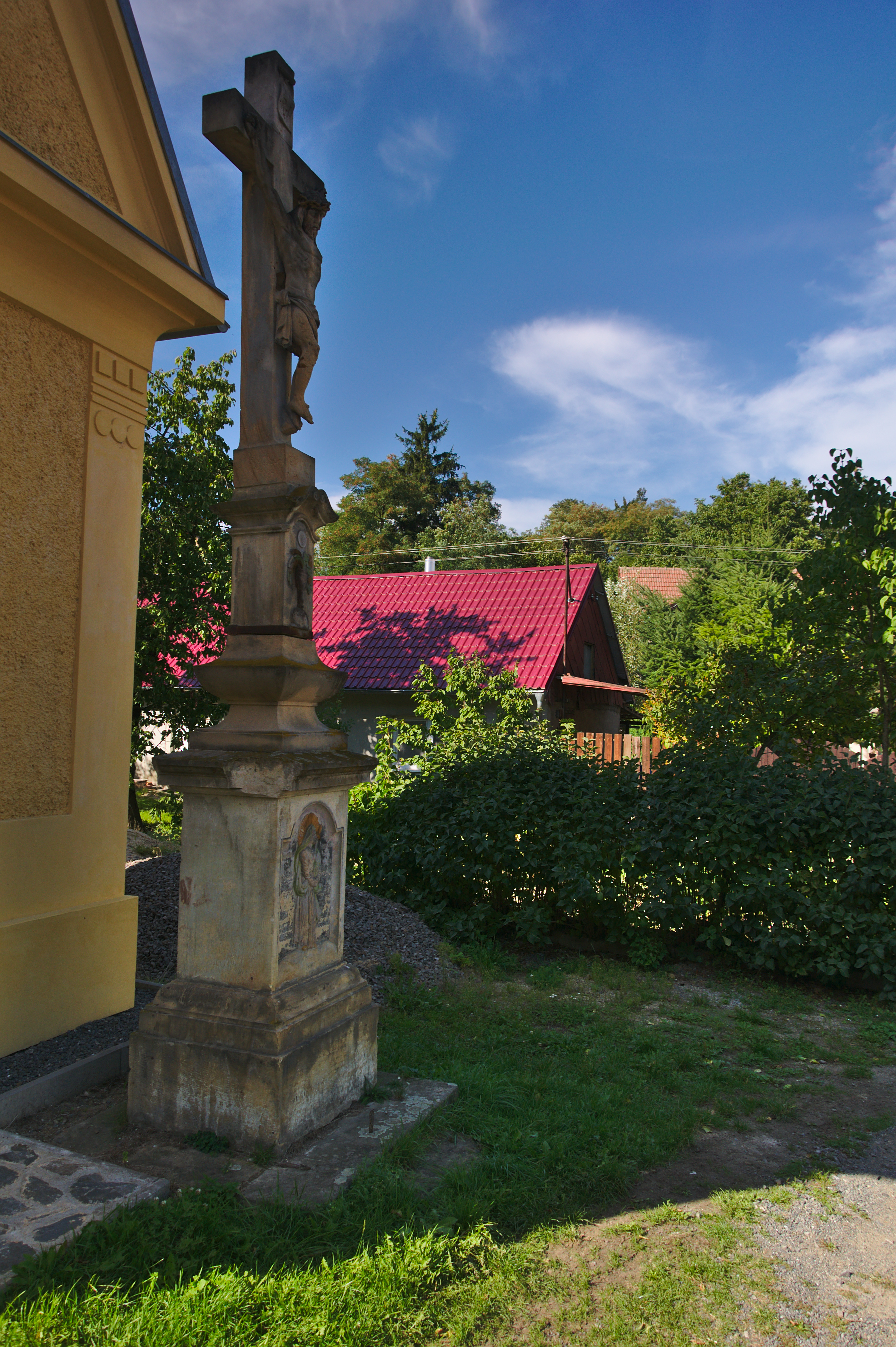
Kříž před kaplí
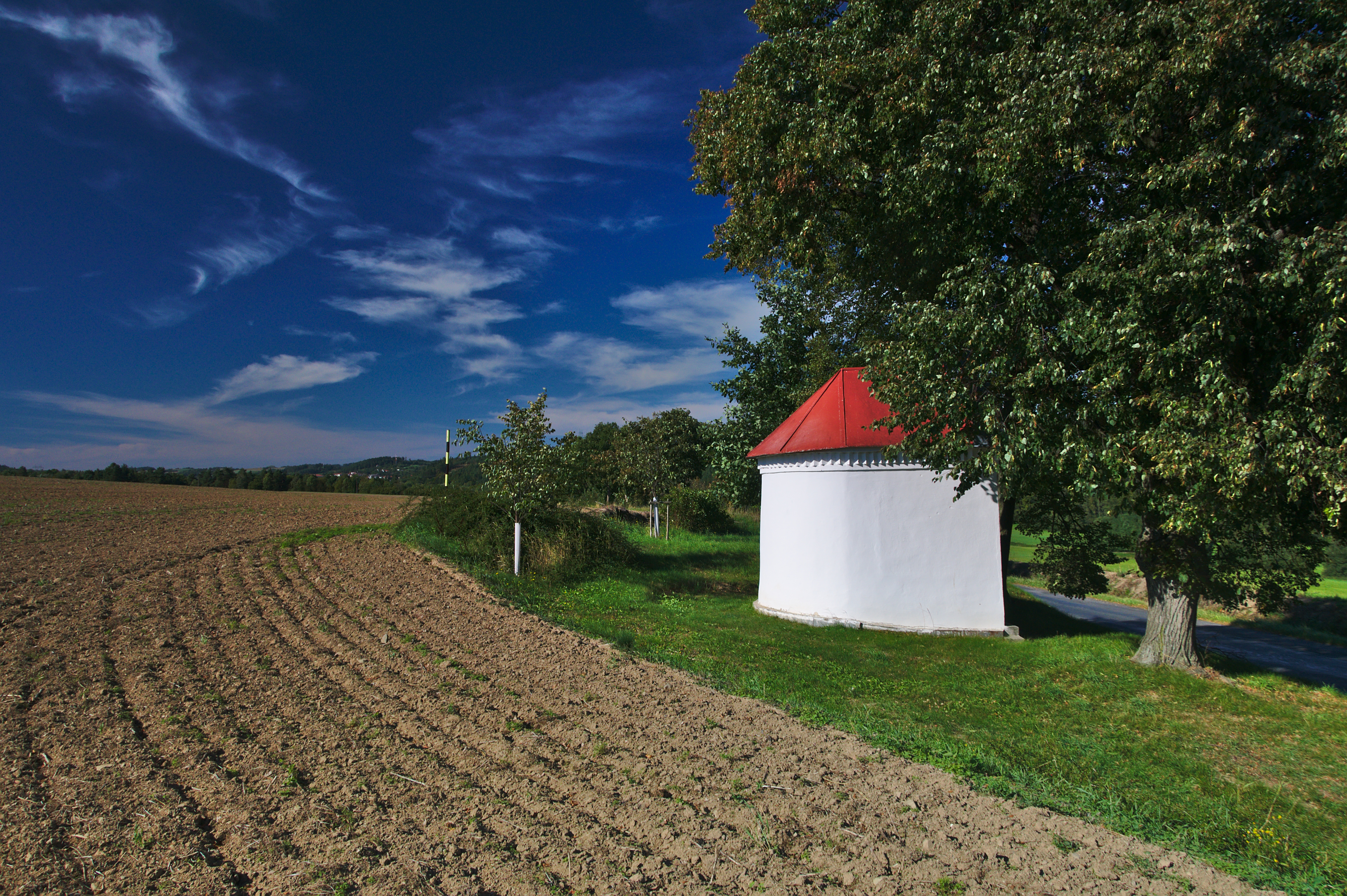
Kaple svaté Anny
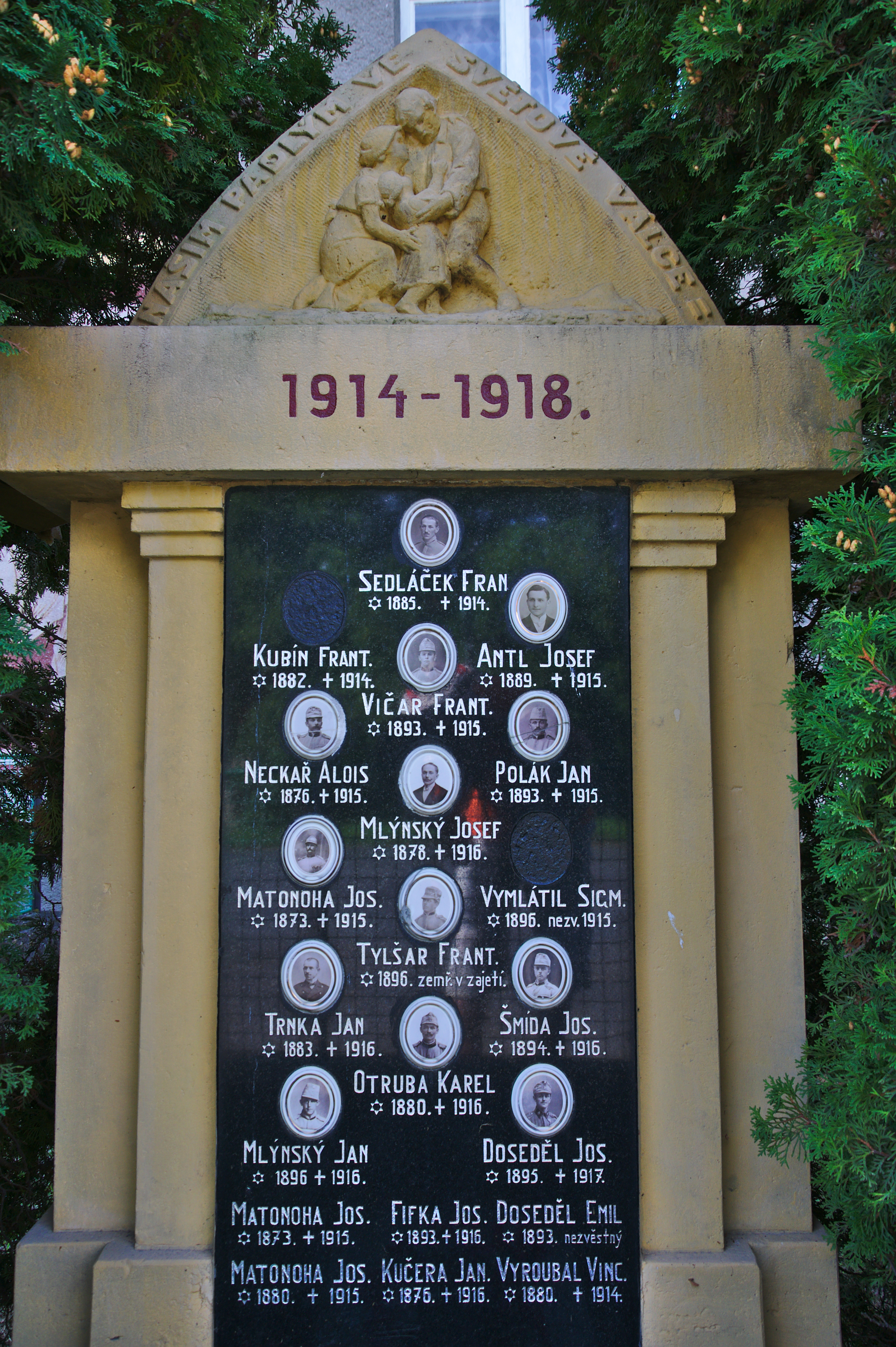
Památník obětem první světové války
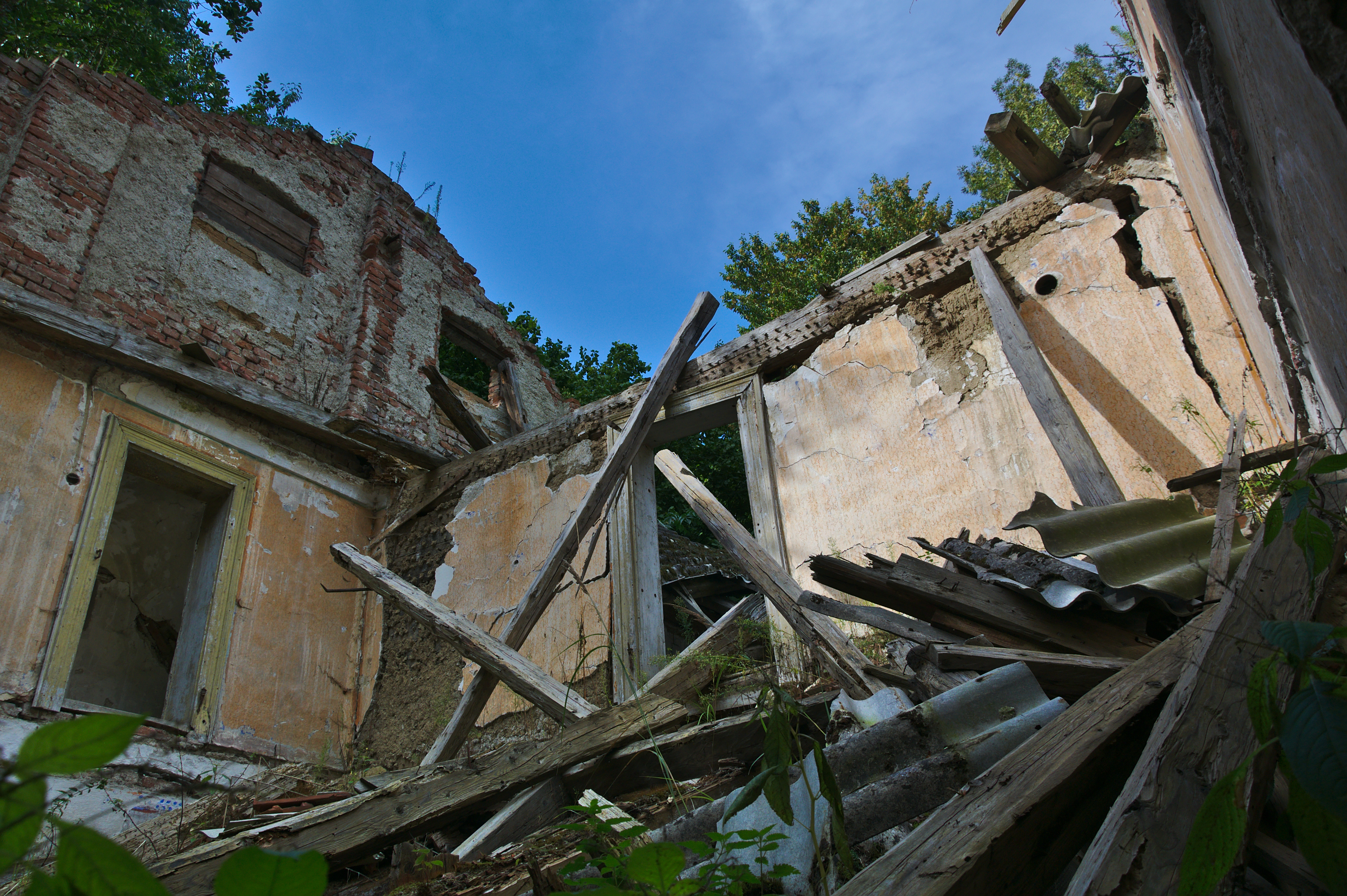
Hrázný mlýn
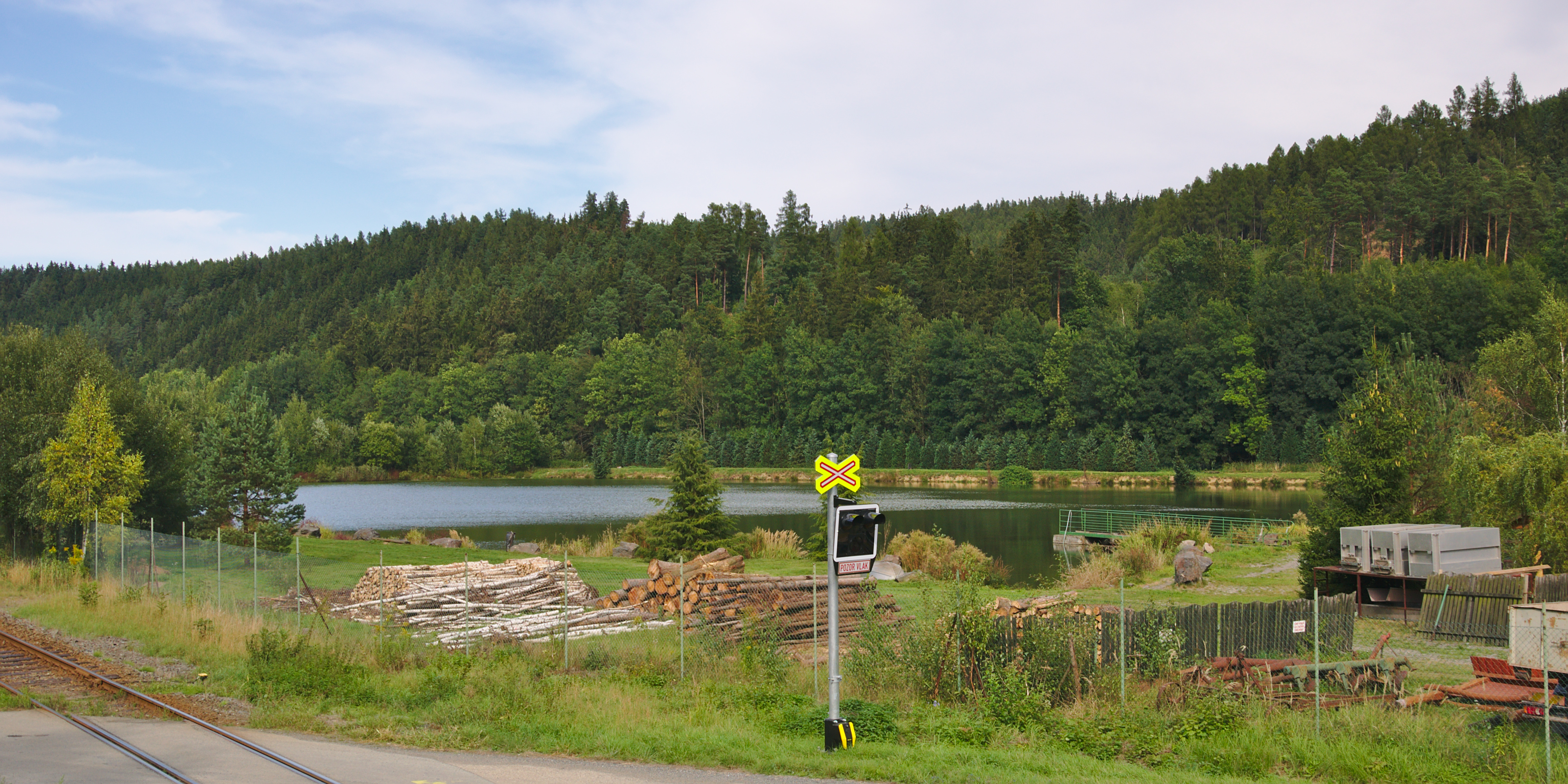
čertovy rybníky
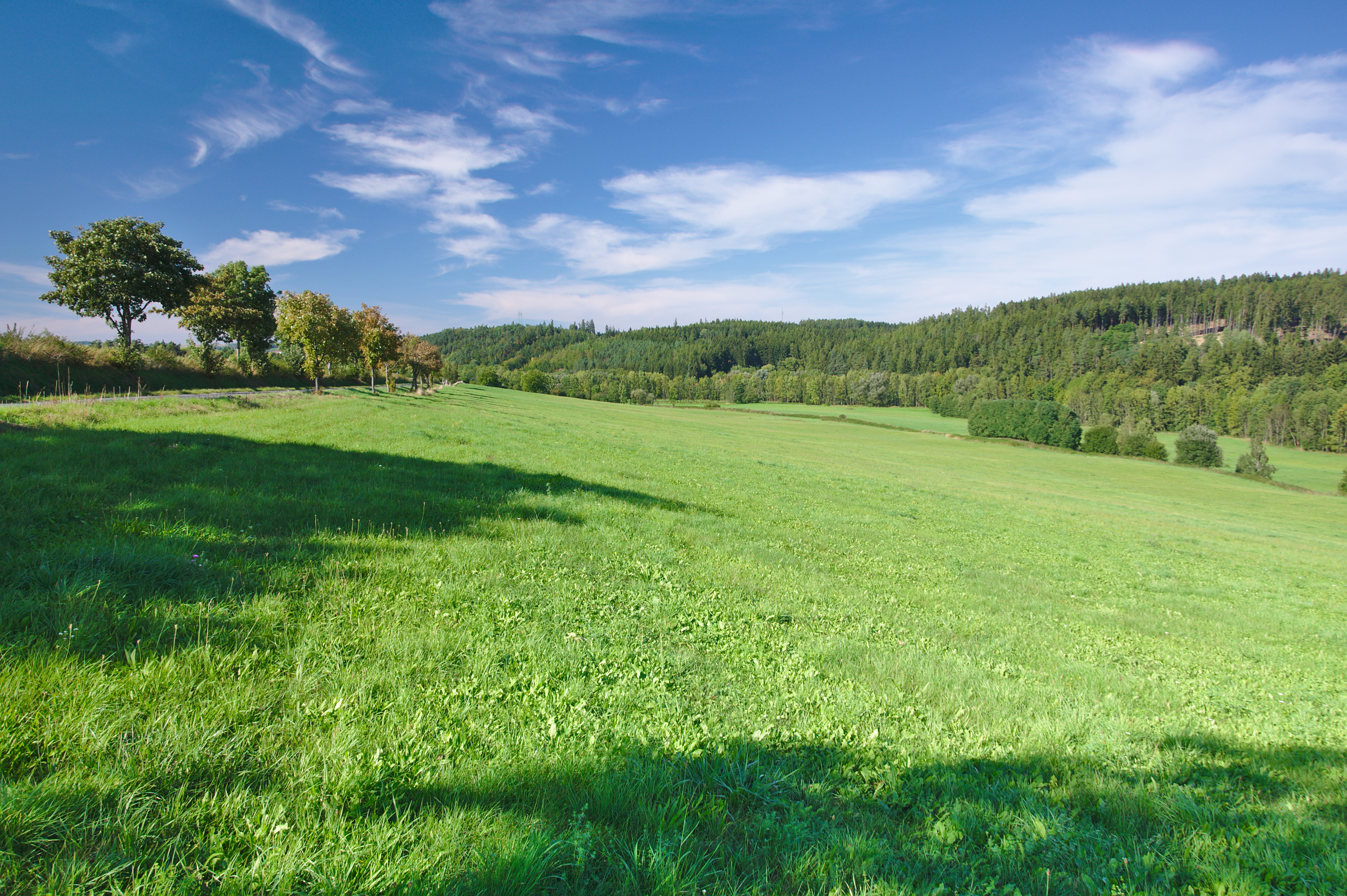
Pohled na údolí Romže od Čunína